# Аніта Роддік
Аніта Роддік (англ. Anita Roddick; 23 жовтня 1942, Літлхемптон — 10 вересня 2007, Чичестер) — британська підприємиця, екоактивістка, феміністка й екологиня, відома передусім як засновниця Body Shop, компанії з виробництва косметики, виробленої вручну з натуральних інгредієнтів. «Body Shop» стала першою великою європейською компанією, що приділила увагу етичній складовій бізнесу. Товари, які продаються в магазинах компанії, виготовлені з компонентів, куплених у виробників країн, що розвиваються, за справедливими цінами, і які не випробовуються на тваринах.
Роддік була активною учасницею багатьох кампаній з захисту прав людини і охорони довкілля. У 1991 році Роддік спільно Джоном Бердом заснувала в Лондоні вуличну газету «The Big Issue», що стала одним з провідних соціальних підприємств у Великій Британії і однією з найбільш поширених вуличних газет у світі. У 1990 році Роддік заснувала благодійну організацію «Children on the edge» («Діти на краю прірви»), щоб допомагати дітям з інвалідністю, постраждалим від військових конфліктів та природних катастроф у Східній Європі та Азії.

## Життєпис
Аніта Роддік народилася в 1942 році в містечку Літтлхемптон, на півдні Великої Британії, в родині італійських іммігрантів. У 1970 році одружилася з шотландським мандрівником Гордоном Роддіком. У шлюбі народила двох дочок. 
Аніта Роддік заснувала «Body Shop» у 1976 році з метою створити джерело доходу для себе і двох дочок, у той час як її чоловік подорожував Південною Америкою. Після повернення її чоловік теж приєднався до бізнесу. До 1991 року у «Body Shop» було вже 700 магазинів, а Роддік була нагороджена премією «World Vision Award for Development Initiative». До 2004 року число магазинів компанії збільшилося до 1980, які обслуговували понад 77 мільйонів клієнтів у всьому світі. Бренд посів друге місце в рейтингу довіри британських покупців, і 28-ме у світі. У 2005 році вона вирішила залишити бізнес і продати компанію. У березні 2006 року косметична компанія L'Oreal придбала The Body Shop за 625,3 мільйона фунтів стерлінгів. Аніта Роддік написала книгу «Take It Personally», яка закликає до рівності і припинення експлуатації робітників і дітей у слабкорозвинених країнах. 
У 1991 році Роддік спільно Джоном Бердом заснувала в Лондоні вуличну газету «The Big Issue», що стала одним з провідних соціальних підприємств у Великій Британії і однією з найбільш поширених вуличних газет у світі. Початкові інвестиції склали 50 000 доларів США і надійшли від Body Shop.
У 2003 році королева Єлизавета II нагородила Аніту Роддік Орденом Британської імперії другого ступеня. 
У 2004 році у Роддік діагностований цироз печінки, викликаний гепатитом C. Після цього Аніта Роддік приєдналася, а потім очолила «Hepatitis C Trust», який опікується людьми, що страждають від гепатиту. Аніта Роддік померла в 2007 році у віці 65-ти років в Чичестері. 
Після її смерті Фонд Аніти Роддік дав чотири гранти в розмірі 120,000 £ правозахисній організації «Cageprisoners», що бореться за права мусульман, яких без суду тримають в ув'язненні у в'язниці Гуантанамо під приводом «боротьби з тероризмом».